# Læstadiuspörtet (Karesuando)
Læstadiuspörtet är det enda kvarvarande huset av pastorsbostället i Karesuando. Lars Levi Læstadius bodde på Karesuando prästgård från och med 1826 till och med 1849, då han tillträdde tjänsten som kyrkoherde i Pajala. Pörtet i Karesuando ligger vid Muonioälven som här utgör gräns mot Finland.
Byggnaden är en oansenlig knuttimrad träbyggnad. Detta döljs dock av den utvändiga grå brädfodringen från 1950-talets mitt.
Inuti pörtet finns träbänkar som härstammar från den gamla kyrkan i Karesuando. Dessa bänkar kom på plats sedan kyrkan renoverades 1954. På väggarna är smyckade med altartavlan från den gamla kyrkan samt bilder av de första predikanterna från den læstadianska väckelsen, Johan Raattamaa (1811–1899), Per-Anders ”Ies-Pieti” Wasara (1815–1896), samt Henrik Nilsson Unga (1819–1898) även kallad ”Posti-Heikki”.
Pörtet används ibland för gudstjänster. Där förrättas också en del vigslar och dop av Karesuando församling.